# Лаборатория реактивного движения
Лаборатория реактивного движения (ЛРД; англ. Jet Propulsion Laboratory или JPL) — научно-исследовательский центр НАСА, расположенный рядом с городами Пасадина и Ла-Каньяда-Флинтридж около Лос-Анджелеса в США. Управляется Калифорнийским технологическим институтом (Калтех), занимается созданием и обслуживанием автоматических космических аппаратов для НАСА.

## Программы
- Программа «Эксплорер»
- Программа «Рейнджер»
- Программа «Сервейер»
- Маринер
- Программа «Пионер»
- Программа «Викинг»
- Программа «Вояджер»
- Магеллан
- Галилео
- Deep Space 1
- Mars Global Surveyor
- Mars Climate Orbiter
- Кассини-Гюйгенс
- Стардаст
- Марс Одиссей
- Mars Pathfinder

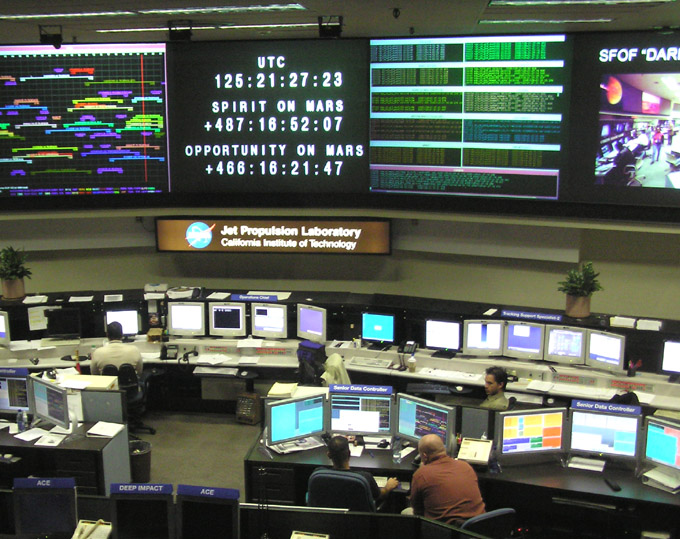
Комната управления в ЛРД

- Программа Mars Exploration Rover (марсоходы Спирит и Оппортьюнити)
- Спитцер
- Mars Reconnaissance Orbiter
- Gravity Recovery And Climate Experiment
- CloudSat
- Феникс
- OSTM
- Orbiting Carbon Observatory
- Wide-Field Infrared Survey Explorer
- Mars Science Laboratory (марсоход Кьюриосити)
- Mars 2020 (Perseverance)/ingenuity

## Список директоров
- Теодор фон Карман (1938—1944)
- Френк Малина (1944—1946)
- Луис Данн (1946—1954)
- Уильям Хэйуард Пикеринг (1954—1976)
- Брюс Мюррей (1976—1982)
- Лью Аллен (1982—1990)
- Эдвард Стоун (1990—2001)
- Чарльз Элачи (2001—2016)
- Майкл Уоткинс (2016—2021)
- Ларри Джеймс (2021—2022)
- Лори Лешин (2022—н.в.)